# آراء إيلون ماسك

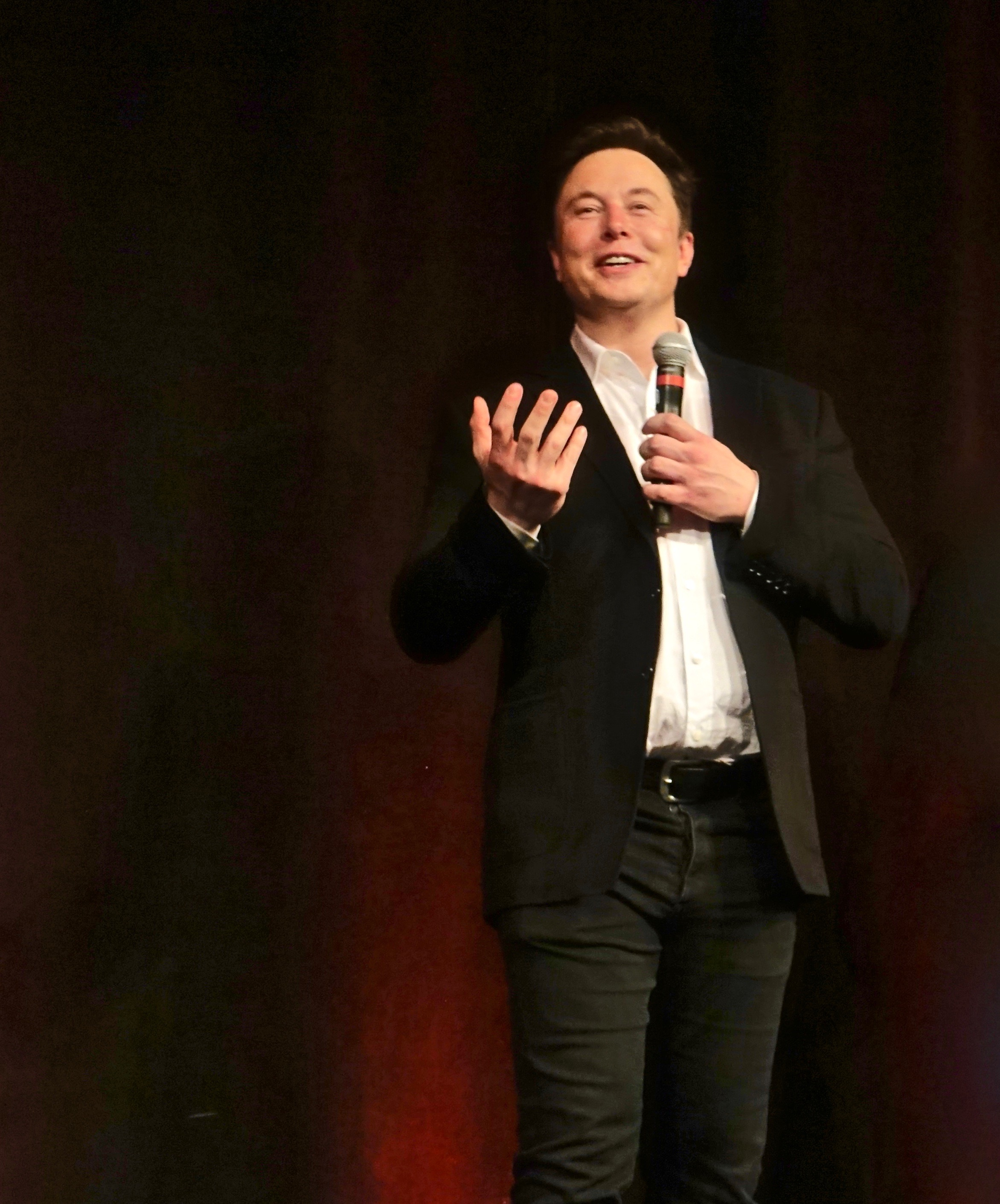
ماسك في 2019

أعرب إيلون ماسك عن العديد من الآراء المتعلقة بمواضيع مختلفة. تباينت هذه الآراء بين السياسة والعلم، وانتقد العديد من خلالها. يعارض ماسك الإعانات الحكومية بشدة وانتقد وسائل النقل العام وسخر من الضمير.

## السياسية

### الأحزاب السياسية والولايات المتحدة عمومًا
سياسيًا، وصف ماسك نفسه بأنه «نصف ديمقراطي ونصف جمهوري» وأنه «في مكان ما في الوسط، بين الليبرالية الاشتراكية والمحافظة ماليًا.» في عام 2018، صرح بأنه ليس محافظًا، وأشار إلى نفسه بأنه مستقل ومعتدل سياسيًا. مدفوعًا بظهور الذكاء الاصطناعي، أعرب ماسك عن تأييده للدخل الأساسي، ودعمه للديمقراطية المباشرة وصرح بأنه يعتقد أن الحكومة على المريخ ستكون ديمقراطية مباشرة. وصف نفسه بأنه اشتراكي، ولكن «ليس من النوع الذي يحول الموارد من الأكثر إنتاجية إلى الأقل إنتاجية، ويتظاهر بأنه يفعل الخير، في حين أنه يسبب الضرر في الواقع» زاعمًا في المقابل بأن «الاشتراكية الحقيقية تسعى إلى تحقيق أكبر قدر من المنفعة للجميع.»  يؤيد ماسك استهداف معدل ضريبي شامل بنسبة 40%، ويفضل الضرائب الاستهلاكية على ضرائب الدخل، ويدعم ضريبة العقارات، إذ تنخفض احتمالية أن تكون معدلات الانجاب وتوزيع رؤوس الأموال على قدر من المساواة.
في مقابلة مع صحيفة واشنطن بوست، ذكر ماسك أنه «من كبار المتبرعين للديمقراطيين (وإن لم يكن من الدرجة الأولى)»، ولكنه تبرع أيضًا بالكثير من الأموال للجمهوريين. ذكر ماسك كذلك أن مساهماته السياسية شرط لازم ليكون له رأي في حكومة الولايات المتحدة. وجد تقرير صدر في عام 2012 عن مؤسسة ضوء الشمس، وهي مجموعة غير حزبية تراقب الإنفاق الحكومي، أن شركة سبيس إكس أنفقت منذ عام 2002 أكثر من 4 ملايين دولار على كسب دعم الكونغرس الأمريكي ومساهمات سياسية للديمقراطيين والجمهوريين بلغت أكثر من 800 ألف دولار. فيما يتعلق بماسك تحديدًا، ذكر التقرير نفسه أن «حملة سبيس إكس لكسب الدعم السياسي كانت منهجية ومتطورة»، وأنه «خلافًا لمعظم الشركات التقنية الناشئة، حافظت سبيس إكس على حضور كبير لكسب الدعم في واشنطن منذ يومها الأول تقريبًا.» وأن «ماسك نفسه تبرع بنحو 725 ألف دولار لمختلف الحملات منذ عام 2002. في عام 2004، ساهم ماسك بمبلغ 2000 دولار في حملة إعادة انتخاب الرئيس جورج دبليو بوش، وساهم بأكثر من 100 ألف دولار في حملة إعادة انتخاب باراك أوباما، وتبرع بمبلغ 5000 دولار إلى السيناتور الجمهوري ماركو روبيو الذي يمثل فلوريدا، أحد الولايات البارزة في قطاع الفضاء. إجمالًا، بلغت تبرعات ماسك وسبيس إكس نحو 250 ألف دولار في الدورة الانتخابية لعام 2012.
وصف ماسك الولايات المتحدة بأنها «أعظم بلد موجود على وجه الأرض دون أي شك»، واصفًا إياها بأنها «أعظم قوة للخير في أي بلد كان على الإطلاق.» يعتقد ماسك أن الديمقراطية موجودة بفضل الولايات المتحدة، قائلًا أنها منعت تلاشي الديمقراطية في ثلاث مناسبات من خلال مشاركتها في الحرب العالمية الأولى والحرب العالمية الثانية والحرب الباردة. ذكر ماسك كذلك أنه يعتقد أنه «من الخطأ أن نصف الولايات المتحدة بالمثالية، لأنها ليست كذلك بالتأكيد. إذ يوجد العديد من الأمور الحمقى والسيئة التي فعلتها هذه البلاد.»

### الرئيس ترامب ودعم مرشحي الرئاسة لعام 2020
قبل انتخاب دونالد ترامب رئيسًا للولايات المتحدة، انتقد ماسك المرشح ترامب بقوله: «ينتابني شعور قوي أنه قد لا يكون الرجل المناسب. لا يبدو أن لديه نوع من الشخصية التي تنعكس إيجابًا على الولايات المتحدة.» بعد تنصيب دونالد ترامب، أعرب ماسك عن تأييده اختيار ترامب لريكس تيلرسون وزيرًا للخارجية ولبى دعوة للمشاركة في مجلسين لتقديم المشورة للرئيس ترامب. فيما يتعلق بتعاونه مع ترامب، علق ماسك لاحقًا أنه «كلما زاد عدد الآراء المنطقية التي يسمعها الرئيس كان ذلك أفضل.» استقال لاحقًا من كلا المجلسين الاستشاريين للأعمال في يونيو 2017، احتجاجًا على قرار ترامب بسحب الولايات المتحدة من اتفاقية باريس بشأن تغير المناخ، معللًا ذلك بأن «تغير المناخ مشكلة حقيقية. وأن الانسحاب من اتفاقية باريس لن يعود بالخير على الولايات المتحدة والعالم.» في مايو 2020، وسط انشغال ماسك بإعادة تشغيل إنتاج مصنع تجميع تيسلا خلال جائحة كوفيد 19، كتب ترامب تغريدة على موقع تويتر عبر فيها عن تأييده لماسك، رحب ماسك بذلك وشكر ترامب على تويتر علنًا.
في أغسطس 2019، عبر ماسك على تويتر عن دعمه المرشح الديمقراطي للرئاسة لعام 2020 أندرو يانج، الذي ركز برنامجه الانتخابي على مشكلة الاستبدال المستمر للوظائف من خلال الأتمتة التقنية والذكاء الاصطناعي. صرح ماسك في تغريدة على تويتر أن الدخل الأساسي، الذي يؤيده يانج، من الجلي أنه مطلوب. أعرب ماسك كذلك عن تأييده للمرشح المستقل كانييه ويست لمنصب الرئيس في يوليو 2020.

### البيع المكشوف والدعم الحكومي
انتقد ماسك، وهو معارض للبيع المكشوف منذ مدة طويلة، هذه الممارسة مرارًا وتكرارًا، وزعم أنها ينبغي أن تكون غير قانونية. اشترك مع منتقدي البيع المكشوف عبر وسائل التواصل الاجتماعي واستخدم بضائع تيسلا وسيلة للسخرية من أولئك الذين ينتقصون أسهم تيسلا. في أخبار أخرى، مازح ماسك البائع المكشوف المشهور ديفيد أينهورن علنًا بإنتاج سراويل قصيرة بعبارات مازحة ورتب لبيعها على موقع تيسلا على الإنترنت بمبلغ 69.42 دولار.
فيما يتعلق بموضوع دعم الشركات، قال ماسك أنه لا يعتقد أنه ينبغي للحكومة الأمريكية أن تقدم الدعم للشركات، بل يتعين عليها بدلًا من ذلك استخدام ضريبة الكربون لتسعير الآثار الخارجية السلبية لتغير المناخ وتثبيط السلوك السيئ. صرح ماسك أن السوق الحرة ستتوصل إلى الحل الأفضل، وأن إنتاج مركبات مضرة بالبيئة من شأنه أن يكون مصحوبًا بعواقبه الخاصة.
انتُقدت تصريحات ماسك، وأشار أستاذ جامعة ستانفورد، فريد تيرنر إلى أنه «إذا كنت رجل أعمال مثل إيلون ماسك، ستأخذ المال من حيث يمكنك الحصول عليه، ولكن في الوقت ذاته نرى من ناحية إيمانية أن مصادر التغيير الاجتماعي تقع على عاتق تنظيم المشاريع والتكنولوجيا، وليس الدولة. إنه ليس من أشكال خداع الذات، ولكن جرت العادة أن يرى المرء نفسه عميلًا مستقلًا قائمًا بذاته، وعدم الاعتراف بالمعونات التي يتلقاها المرء، وهذا ما اعتدنا عليه في منطقة سيليكون فالي منذ مدة طويلة.» جادل المؤلف مايكل شيلينبرغر بأنه «في حالة ماسك، من الصعب عدم رؤية ذلك كنوع من الدفاع. وأعتقد أن هناك سبب تجاري لذلك. فهو يتعامل مع الكثير من المستثمرين الذين لا تشكل الإعانات لهم أساسًا لعمل تجاري طويل الأجل قابل للاستمرار، وغالبًا ما يرغبون في تسريع حصولهم على الاستقلالية.» يواصل شيلينبرغر قائلًا «سنكون جميعًا أفضل حالًا إذا كان أصحاب المشاريع أكثر امتنانا وتواضعًا.» تكهن الصحفي والمؤلف جيم موتافالي، الذي أجرى مقابلة مع ماسك في كتابه الصادر عام 2011 والذي يتحدث عن السيارات الكهربائية، فولتية عالية، بأن «إيلون ينظر حاليًا إلى الأمور من وجهة نظر الفائز، وهو لا يريد أن يرى أشخاص آخرين يفوزون بسبب حصولهم على أموال الحكومة، وأعتقد أن هناك ميل للناس سيرغبون باحتكار النجاح لأنفسهم بمجرد تحقيقهم له.»
في عام 2015، خضعت تصريحات ماسك لمزيد من التدقيق عندما ادعت مقالة لصحيفة لوس أنجلوس تايمز أن  شركات سبيس إكس وتيسلا وسولار سيتي وعملاؤها من المتوقع أن يحصلوا على ما يقدر بنحو 4.9 مليار دولار من الإعانات الحكومية على مدى عشرين عامًا. من الأمثلة على ذلك ولاية نيويورك، التي تنفق 750 مليون دولار لبناء مصنع لألواح الطاقة الشمسية في بوفالو الذي سيؤجر لشركة سولار سيتي مقابل دولار واحد في السنة. لا تشمل الصفقة أي ضرائب على الممتلكات لمدة عقد، أي ما يقدر بمبلغ 260 مليون دولار.

### الضمير
في يوليو 2020، غرد ماسك قائلًا «الضمائر مقرفة» ما أدى إلى ردود فعل كبيرة على تويتر، بما في ذلك شريكة ماسك، غرايمس، التي ردت في تغريدة محذوفة حاليًا أنها «لا يمكن أن تدعم الكراهية.» اعتبر البعض التغريدة استحقارًا للمتحولين جنسيًا وثنائيي الهوية الجندرية وهجومًا عليهم.  في سلسلة من التغريدات بتاريخ ديسمبر 2020، سخر ماسك مجددًا من استخدام الضمير. انتقدت حملة حقوق الإنسان، التي صنفت تيسلا سابقًا في المرتبة الأولى في مؤشر المساواة بين الشركات، تغريداته وطالبته بالاعتذار.